# Chrostowska Góra
Chrostowska Góra (290 m n.p.m.) – wzniesienie na Pogórzu Wiśnickim w województwie małopolskim, w powiecie bocheńskim, w gminie Łapanów. Wzniesienie znajduje się nad lewym brzegiem rzeki Stradomka i jest najwyższym wzniesieniem grzbietu Działy tworzącego lewe zbocza doliny Stradomki na tym odcinku. Względna wysokość Chrostowskiej Góry nad kamieniskiem Stradomki wynosi 80 m. Jej grzbietem przebiega granica między wsiami Chrostowa (stoki zachodnie i północne) i wsią Kamyk (stoki wschodnie i południowe). Wzniesienie jest całkowicie porośnięte lasem. Jego wschodnimi i północnymi podnóżami biegnie droga z Ubrzeży do Chrostowej, wąwozem u zachodnich podnóży płynie Potok.
Na szczycie Chrostowskiej Góry istniał wybudowany w połowie XIII wieku Zamek w Chrostowej (także Grodzisko w Chrostowej). Z tego powodu wzniesienie nosiło też nazwę Zamkowej Góry. Zamek strzegł drogi biegnącej doliną Stradomki. Na przeciwległym jej brzegu, na wzniesieniu Kociego Zamku w Sobolowie znajdowała się druga budowla obronna - Grodzisko w Sobolowie.

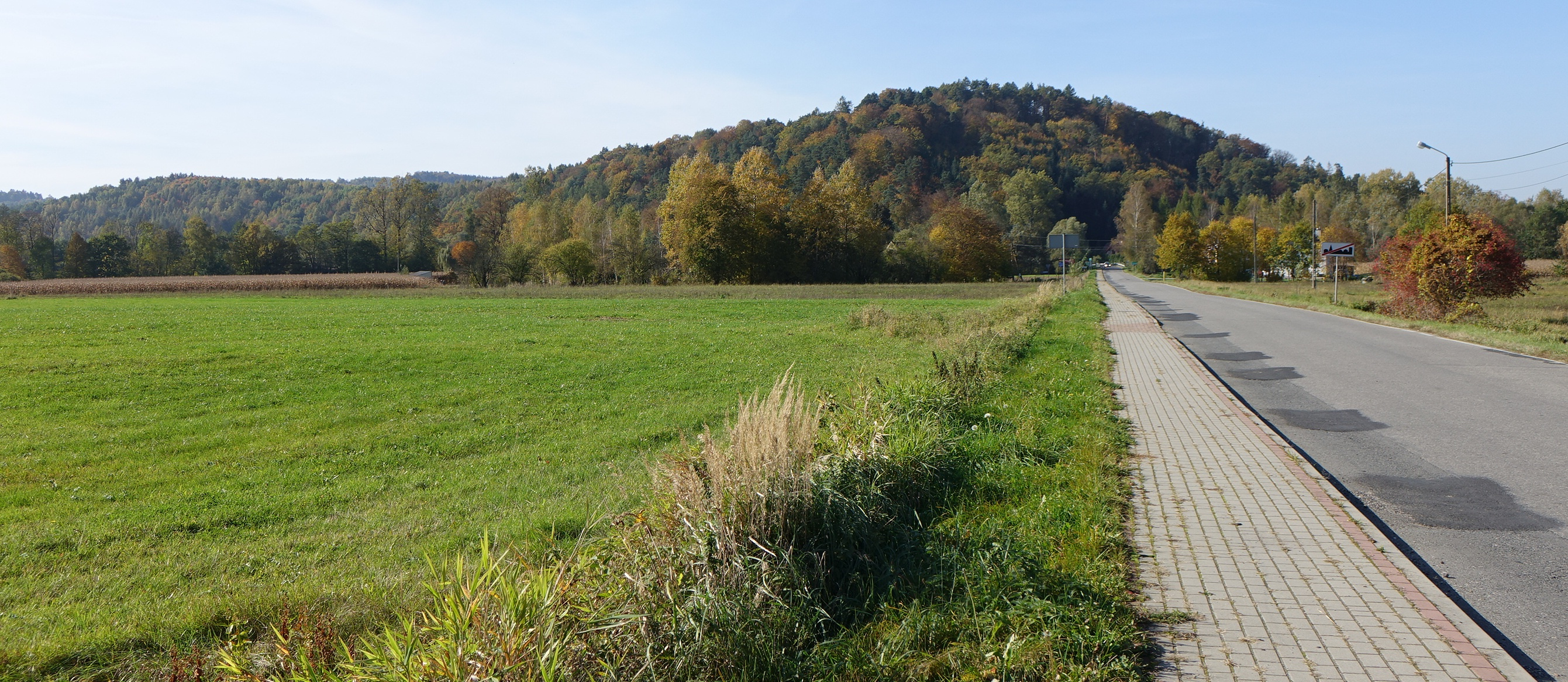
Działy i Chrostowska Góra (po prawej). Widok od wschodu